# Kris Kras (film)
Kris Kras is een Nederlandse speelfilm uit 2014 van David Grifhorst.

## Productie
In 2013 besloot Telefilm haar editie van 2014 te richten op jeugdfilms. In samenwerking met de TROS kwam de film tot stand.
Kris Kras werd geschreven door Susan Stam, die eerder schreef voor Goede tijden, slechte tijden en Onderweg naar Morgen, en geregisseerd door David Grifhorst. Voor Grifhorst was de film zijn speelfilmdebuut, eerder werkte hij voornamelijk voor grote televisieshows. De opnames voor de film vonden onder andere plaats op Ibiza. De film volgt twee kinderen in hun reis door Europa, waardoor het het karakter van een roadmovie voor kinderen kreeg.
Op 9 januari ging de film, samen met de overige Telefilms van dat jaar, in première in Amsterdam. Op 19 januari werd hij uitgezonden in Zappbios.

## Verhaal
De tweeling Jurre (Kamiel van Ophem) en Kiki (Yentl Meijer) is 9 jaar. Hun ouders zijn gescheiden en hebben weinig tijd voor hen. Ze vinden vooral rust bij hun opa (Tom Jansen). Hun moeder besluit te verhuizen naar Ibiza en neemt de kinderen mee. Daar krijgen de kinderen te horen dat hun opa een ongeluk heeft gehad en dat zijn huis zal worden verkocht. Om dit te voorkomen besluiten de kinderen om zelfstandig terug te reizen naar Nederland. Ze komen tijdens hun tocht kris kras voor Europa allerlei mensen tegen. Ondertussen zetten de ouders van de tweeling de achtervolging in.

## Rolverdeling

### Hoofdrollen
| Personage   | Acteur/actrice   |
| ----------- | ---------------- |
| Jurre       | Kamiel van Ophem |
| Kiki        | Yentl Meijer     |
| Opa         | Tom Jansen       |
| moeder Suze | Kim Pieters      |
| vader Jaap  | Tjebbo Gerritsma |

### Bijrollen
- Daarnaast zijn er cameorollen in de film te zien.

| Personage          | Acteur/actrice          |
| ------------------ | ----------------------- |
| Piet               | Bing Wiersma            |
| Jean               | Miguel Stigter          |
| Thomas             | Jelle Stout             |
| Roos               | Kelis Weltevreden       |
| Fouad              | Sabri Saad El-Hamus     |
| zwemleraar         | Reinier Bulder          |
| makelaar           | Esgo Heil               |
| verhuizer          | Lykele Muus             |
| leraar Jurre       | Angel Molina            |
| lerares Kiki       | Tony Galdeano           |
| kaartcontroleur    | Juan Gômez Ocampo       |
| Spaanse agent      | Francis Broehuijsen     |
| moeder van Thomas  | Frederiek Nabben        |
| koopster           | Ottolien Boeschoten     |
| koper              | Mathieu Güthschmidt     |
| verpleegster       | Nathalie de Kock Wirken |
| hippie's           | Ijbert Verweij          |
| hippie's           | Maarten Bezem           |
| bestuurder         | Jasper Pfeifer          |
| Cameo              |                         |
| Jaap Jongbloed     | zichzelf                |
| Jennifer Ewbank    | zichzelf                |
| Victor Reinier     | zichzelf                |
| Erik de Vogel      | zichzelf                |
| Caroline de Bruijn | zichzelf                |
| Birgit Schuurman   | zichzelf                |